# Mike Conley (atleta)
Michael Alexander Conley, detto Mike (Chicago, 5 ottobre 1962), è un ex triplista e lunghista statunitense, campione olimpico del salto triplo a Barcellona 1992.

## Biografia
Mike Conley ha frequentato l'Università dell'Arkansas per cui ha vinto 16 titoli NCAA nel lungo e nel triplo. Conley oggi detiene ancora il record nazionale indoor del triplo con 17,76 metri. Nel primo anno di college ha giocato anche a pallacanestro e sfruttando le sue doti atletiche ha vinto il Foot Locker Celebrity Slam Dunk Contest nel 1988, '89 e '92.
Vince la sua prima medaglia importante ai Mondiali di Helsinki nel 1983, dove giunge terzo nel lungo. Oltre alla medaglia d'oro olimpica è stato anche campione mondiale, sempre nel triplo, nel 1993 a Stoccarda e ha stabilito la miglior prestazione mondiale stagionale per tre anni di fila, fra il 1992 ed il 1994.
Conley è stato il direttore esecutivo di World Sport Chicago, un'organizzazione che si occupava della candidatura olimpica di Chicago per il 2016, mentre precedentemente era il direttore esecutivo del programma High Performance della USA Track & Field.
Conley è il padre del giocatore dei Memphis Grizzlies Mike Conley jr. e fratello maggiore dell'ex linebacker dei Pittsburgh Steelers Steve Conley. Conley è registrato presso la NBA come agente e rappresenta suo figlio e i suoi compagni di squadra ad Ohio State Greg Oden e Daequan Cook.

## Record nazionali

### Seniores
- Salto triplo indoor: 17,76 m ( New York, 27 febbraio 1987)

## Palmarès
| Anno | Manifestazione      | Sede         | Evento         | Risultato | Prestazione | Note                  |
| ---- | ------------------- | ------------ | -------------- | --------- | ----------- | --------------------- |
| 1983 | Mondiali            | Helsinki     | Salto in lungo | Bronzo    | 8,12 m      |                       |
| 1983 | Mondiali            | Helsinki     | Salto triplo   | 4º        | 17,13 m     |                       |
| 1984 | Giochi olimpici     | Los Angeles  | Salto triplo   | Argento   | 17,18 m     |                       |
| 1987 | Mondiali indoor     | Indianapolis | Salto triplo   | Oro       | 17,54 m     | Record dei campionati |
| 1987 | Giochi panamericani | Indianapolis | Salto triplo   | Oro       | 17,31 m     |                       |
| 1987 | Mondiali            | Roma         | Salto in lungo | 8º        | 8,10 m      |                       |
| 1987 | Mondiali            | Roma         | Salto triplo   | Argento   | 17,67 m     |                       |
| 1989 | Mondiali indoor     | Budapest     | Salto in lungo | Bronzo    | 8,11 m      |                       |
| 1989 | Mondiali indoor     | Budapest     | Salto triplo   | Oro       | 17,65 m     | Record dei campionati |
| 1991 | Mondiali            | Tokyo        | Salto triplo   | Bronzo    | 17,62 m     |                       |
| 1992 | Giochi olimpici     | Barcellona   | Salto triplo   | Oro       | 18,17 m     |                       |
| 1993 | Mondiali            | Stoccarda    | Salto triplo   | Oro       | 17,86 m     |                       |
| 1995 | Mondiali            | Göteborg     | Salto triplo   | 7º        | 16,96 m     |                       |
| 1996 | Giochi olimpici     | Atlanta      | Salto triplo   | 4º        | 17,40 m     |                       |

## Altre competizioni internazionali
1993
- 7º alla Grand Prix Final ( Londra), salto in lungo - 7,79 m

1994
- Oro alla Grand Prix Final ( Parigi), salto triplo - 17,68 m